# Paal (België)
Paal (Limburgs: Poël) is een dorp en deelgemeente van de stad Beringen, in de Belgisch-Limburgse Kempen (Zuiderkempen), het was een zelfstandige gemeente tot aan de gemeentelijke herindeling van 1977. Paal grenst aan Tessenderlo, Ham, Diest, Lummen en Beringen. De deelgemeente bestaat buiten het centrum nog uit de gehuchten Tervant en Brelaar-Heide.

## Toponymie
Paal werd in de 15e eeuw vermeld als Pale, Paele of Pael. Dit komt vermoedelijk van het Latijn: palus, dat moeras betekent.
Paal maakte deel uit van de buitinghe (buitengebied) van Beringen en wordt ook tegenwoordig in de volksmond nog wel "De Buiting" genoemd.

## Geschiedenis
Samen met de gehuchten Tervant, Meelberg, Rijsel en Gestel behoorde Paal tot de buitinghe van Beringen. In 1513 was er sprake van een kapel, die van Beringen afhankelijk was. In 1716 werd Paal een zelfstandige parochie. Ook bestuurlijk moesten de bewoners van Paal vaak financieel opdraaien voor Beringen, waartegen ze na de Luikse Revolutie van 1789 in opstand kwamen. De Paalse burgers beschuldigden de stad Beringen ervan hoe meer hoe liver met de buijdel te doen opkomen en ter contrarie van alle voordeelen te berooven en om soo te seggen hun in specie van slavernij te brengen. In 1802 werd Paal een zelfstandige gemeente. Op kerkelijk gebied splitste Tervant zich daar in 1905 nog van af.
Op het grondgebied van Paal werd van 1930-1939 het Albertkanaal aangelegd, met de haven van de steenkoolmijn van Beringen, van waar de steenkool naar de industrieën van Luik en Antwerpen werd vervoerd. Ook bezit Paal een groot industrieterrein dat zich uitstrekt tot in Tessenderlo. Dit is gelegen tussen het Albertkanaal en de Boudewijnsnelweg.
Geleidelijk breidde Paal zich uit van een straatdorp aan de verbindingsweg tussen Beringen en Diest, tot een woonkern die zich tot de nabijgelegen gehuchten uitstrekt.
Bij de gemeentelijke herindeling van 1977, werd Paal, met een aantal andere dorpen, bij de fusiegemeente Beringen gevoegd.

## Demografische ontwikkeling
- Bronnen:NIS, Opm:1831 tot en met 1970=volkstellingen; 1976 = inwoneraantal op 31 december

## Bezienswaardigheden
- De Sint-Jan-de-Doperkerk is een neoromaanse basiliek uit 1862.
- De Gestelse Molen is een watermolen op de Zwarte Beek, ten zuidoosten van het dorp.
- De kerk van Onze-Lieve-Vrouw Onbevlekt Ontvangen in het gehucht Tervant.
- Enkele, meestendeels sterk verbouwde, langgevelboerderijen, waaronder één aan de Sint-Jansstraat, die tegenwoordig een herberg is.
- Het voormalige gemeentehuis De Quebedo, aan de Beverlosesteenweg nummer 1, is een neoclassicistisch huis uit omstreeks 1880, gelegen in een parkje.

## Natuur en landschap
Hoewel een deel van Paal sterk geïndustrialiseerd is, is er veel natuurschoon te vinden. Ten zuidoosten van Paal vindt men het belangrijke natuurgebied Vallei van de Zwarte Beek. In het noordwesten ligt het natuurgebied Vallei van de Drie Beken.
De ten noorden van Paal gelegen Paalse Plas is ontstaan door afgraving van zand, en tegenwoordig is het een recreatieplas van waar fietsroutes vertrekken.
Ook liggen er enkele getuigenheuvels, zoals de Klitsberg die direct ten westen van het centrum van Paal is gelegen. In 1970 werd deze berg officieel tot parkgebied verklaard. Men kan er wandelen en er bevindt zich een watertoren. Het beheer laat echter te wensen over, daar de heuvel over diverse eigenaars is verdeeld en slechts een beperkt deel openbaar bezit is.
Ook ten zuiden van de kom van Paal ligt een reeks getuigenheuvels tot 50 meter hoogte, die de rechteroever van de Zwarte Beek omzomen.

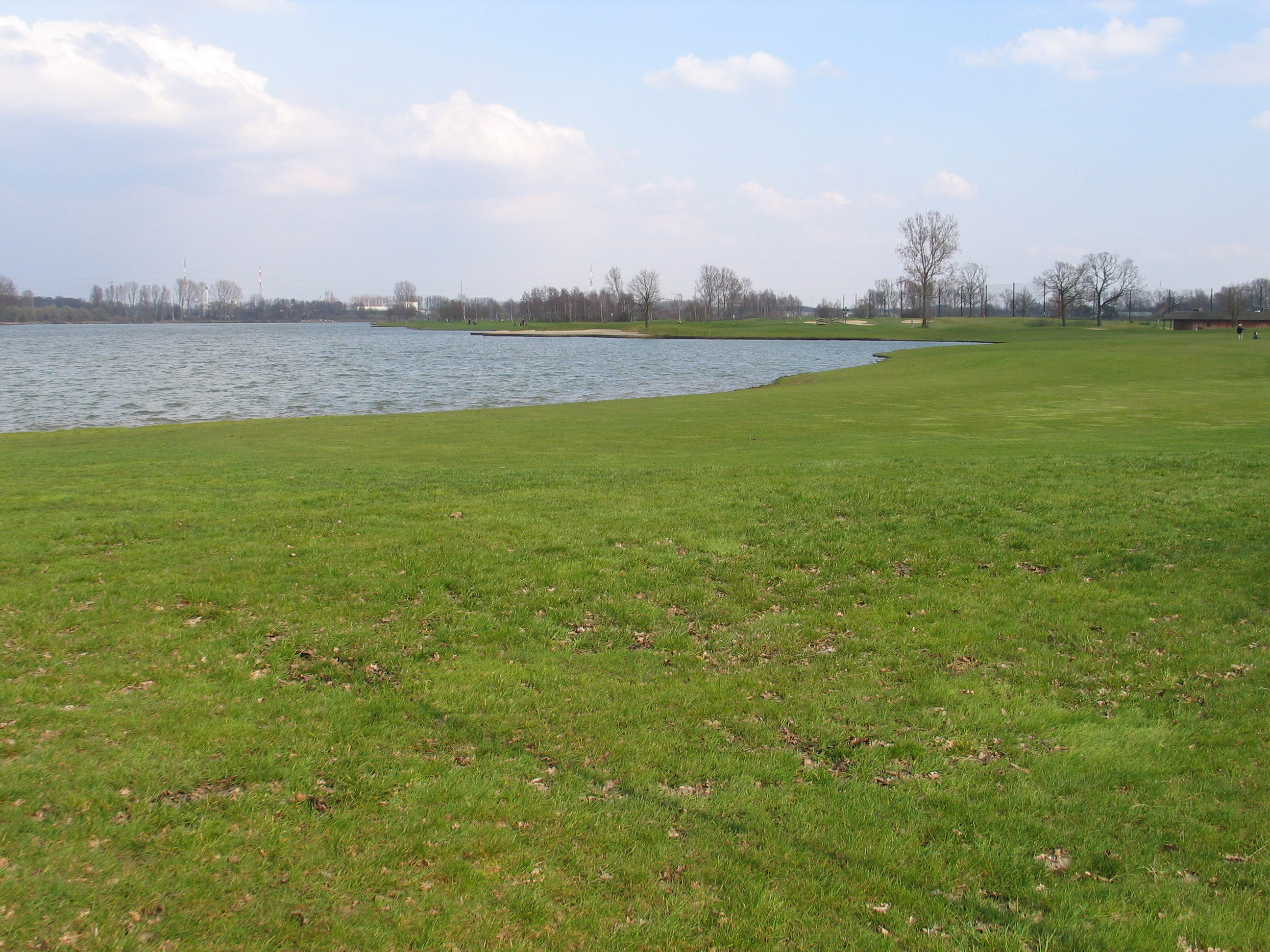
Paalse plas
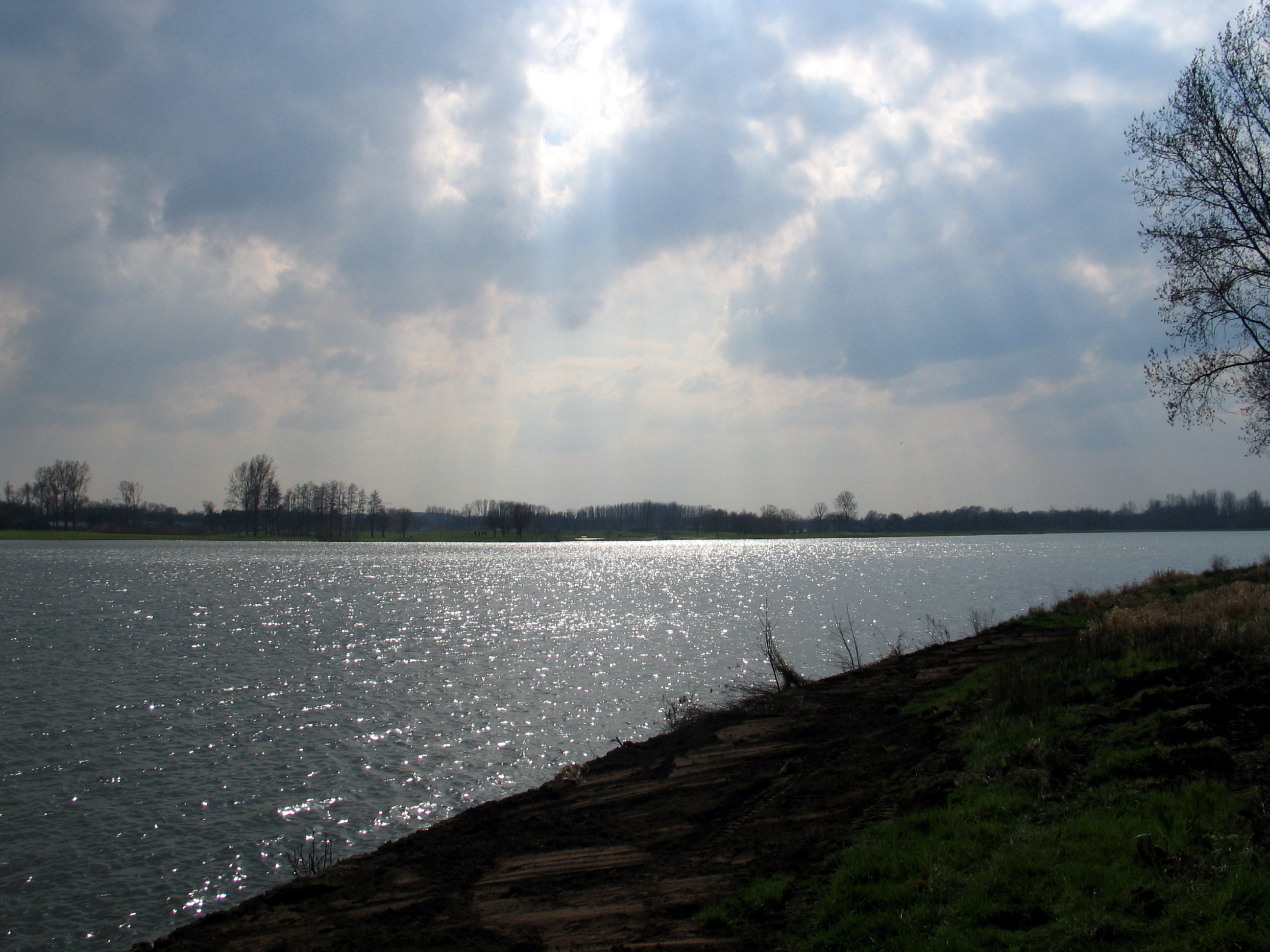
Paalse plas
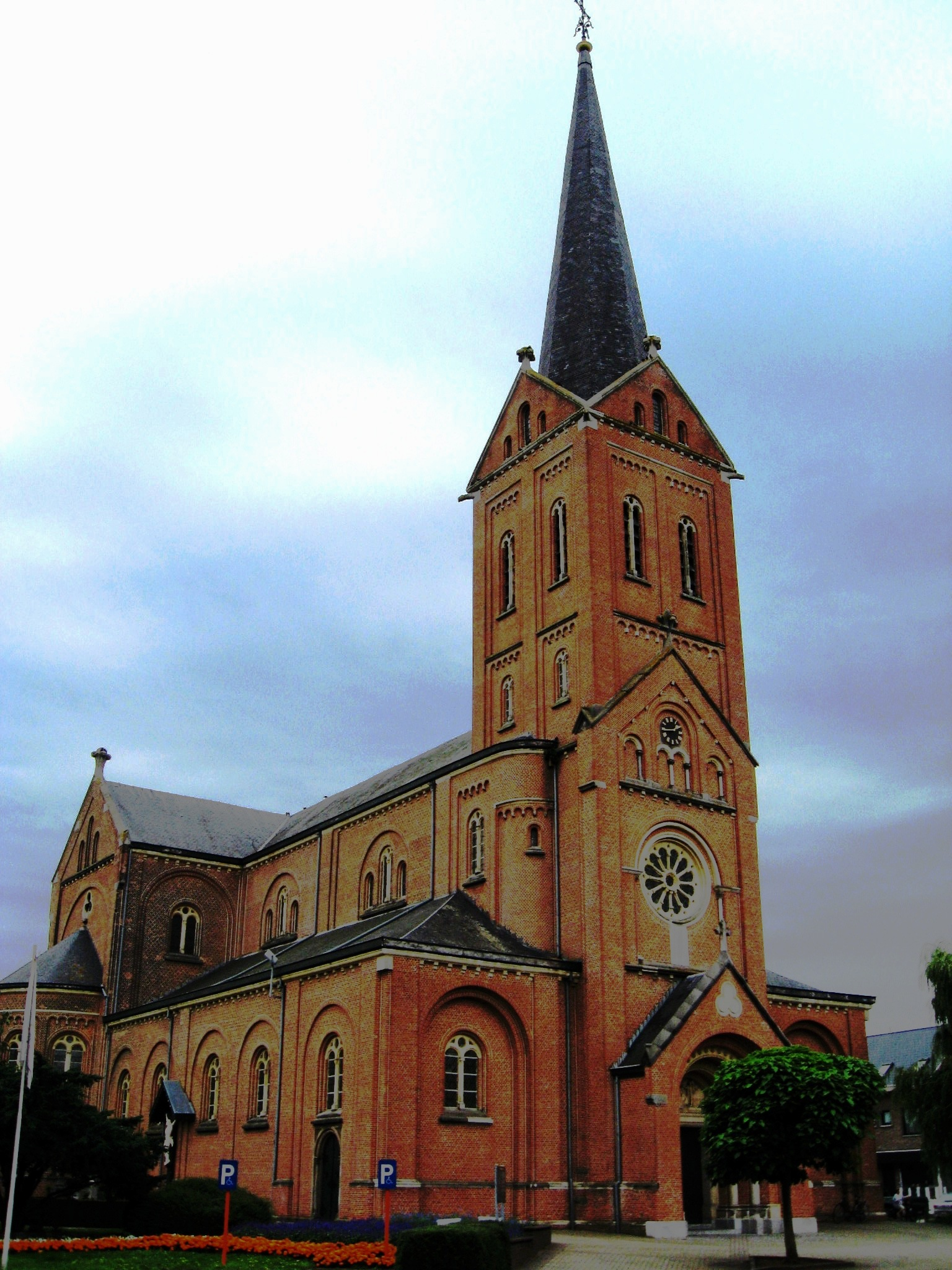
De Sint-Jan de Doperkerk in het centrum

## Sport en recreatie
Het dorp heeft met KFC Paal-Tervant een eigen voetbalclub. Verder is er ook het recreatiegebied "de Paalse Plas", dat visvijvers, een zeilplas en een golfterrein (van Millennium Golf) heeft. Er is een fietsinrijpunt van het fietsroutenetwerk dat voorzien is van een infokiosk.
In de Parkstraat bevindt zich een tennisclub. De club heeft zes buitenpleinen en een hal met drie binnenpleinen. Ze kreeg in 2018 het predicaat Koninklijk vanwege haar 50-jarig bestaan. Tussen de tennisclub en het ontmoetingscentrum De Buiting is een openbaar speeltuintje.
Iedere zomer in de maand augustus wordt in het centrum een muziekfestival gehouden, 'Paal op Stelten' geheten, dat jaarlijks goed is voor zo'n 20.000 bezoekers.

## Politiek

### Geschiedenis

#### Lijst van burgemeesters
Paal had een eigen gemeentebestuur en burgemeester van 1802 tot de fusie van 1977. Burgemeesters waren:
| Periode | Periode     | Burgemeester            |
| ------- | ----------- | ----------------------- |
|         | 1802        | Arnoldus Aerts          |
|         | 1802 - 1808 | Henri Srayen            |
|         | 1808 - 1816 | Petrus Antonius Wouters |
|         | 1816 - 1819 | Jan Porters             |
|         | 1819 - 1825 | Bartholomeus Peters     |
|         | 1825 - 1850 | Jan Porters             |
|         | 1850 - 1874 | Jan Grieten             |
|         | 1874 - 1892 | Jozef Vanzeir           |
|         | 1892 - 1916 | Louis De Quebedo        |
|         | 1917 - 1926 | Leopold Convents        |

| Periode | Periode     | Burgemeester           |
| ------- | ----------- | ---------------------- |
|         | 1927 - 1932 | Jos Vandergraesen      |
|         | 1933 - 1938 | Felix Aerts            |
|         | 1939 - 1941 | Isidoor Convents       |
|         | 1941 - 1944 | Hubert Frederix        |
|         | 1944 - 1946 | Isidoor Convents       |
|         | 1947 - 1952 | Leon Ariën             |
|         | 1953 - 1956 | Frederik Vandergraesen |
|         | 1957 - 1964 | Jozef Cox              |
|         | 1965 - 1976 | Louis Hermans          |

In 1812 was de burgemeester van Beringen Egidius François Wouters kort waarnemend burgemeester.